# Bistum Garagoa
Das Bistum Garagoa (lat.: Dioecesis Garagoënsis, span.: Diócesis de Garagoa) ist eine in Kolumbien gelegene römisch-katholische Diözese mit Sitz in Garagoa.

## Geschichte
Das Bistum Garagoa wurde am 26. April 1977 durch Papst Paul VI. aus Gebietsabtretungen des Erzbistums Tunja errichtet und diesem als Suffraganbistum unterstellt.

## Bischöfe von Garagoa
- Juan Eliseo Mojica Oliveros, 1977–1989
- Guillermo Álvaro Ortiz Carrillo, 1989–2000
- José Vicente Huertas Vargas, 2000–2017
- Julio Hernando García Peláez, seit 2017

## Weblinks

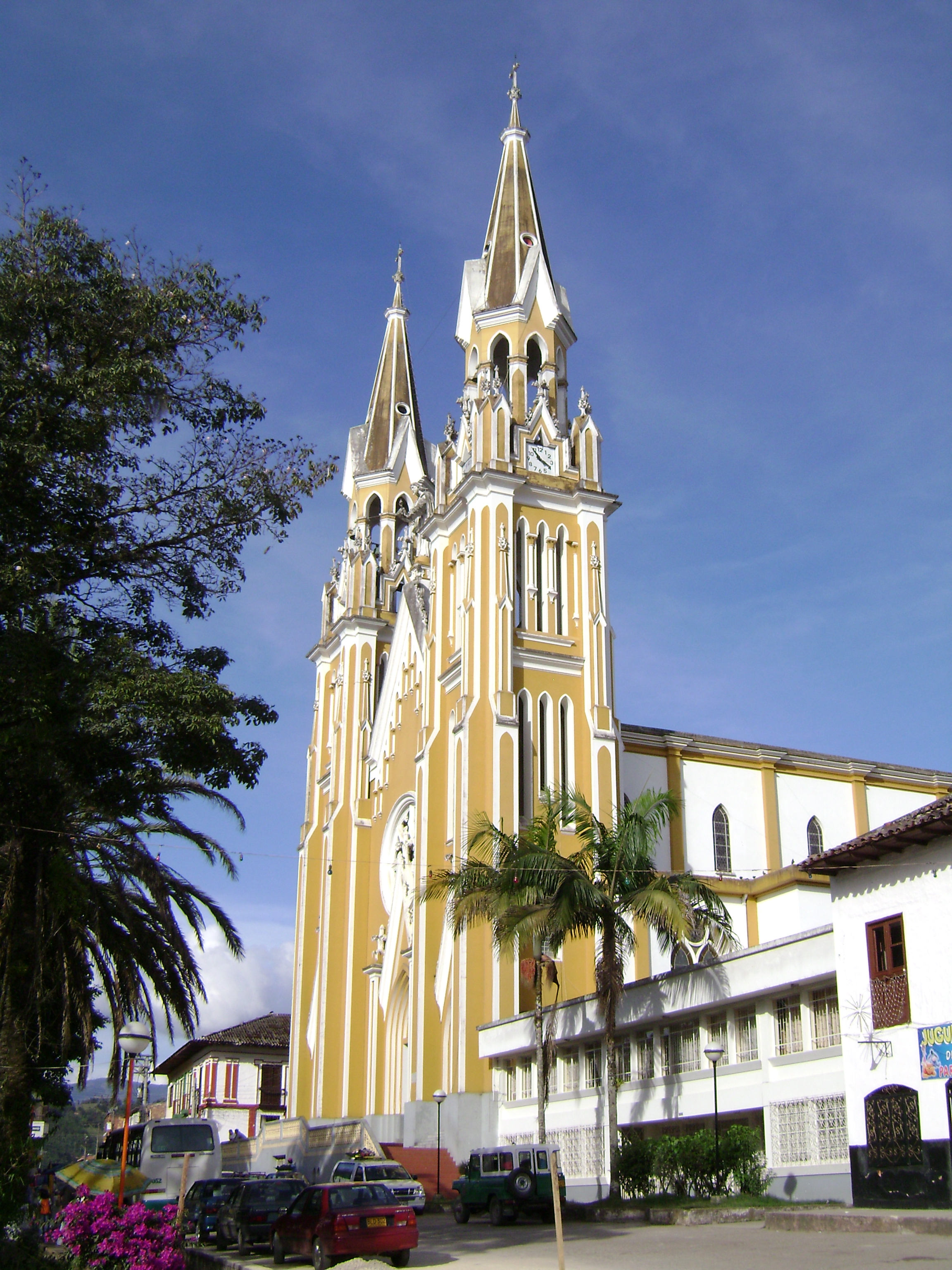
Kathedrale Nuestra Señora del Rosario in Garagoa
Wappen des Bistums Garagoa